# Ignacy Feliks Dobrzyński
Pour les articles homonymes, voir Dobrzyński.
Ignacy Feliks Dobrzyński (né le 15 février 1807 à Romanów en Volhynie, aujourd'hui Romaniv en Ukraine, et mort le 9 octobre 1867 à Varsovie) est un pianiste et compositeur polonais.

## Biographie
Ignacy Feliks Dobrzyński fréquente une école jésuite à Romanów puis poursuit ses études à Vinnitsa, où il est diplômé du Gimnazjum Podolskie.
Il étudie d'abord la musique avec son père Ignacy (1779-1841), violoniste, compositeur et directeur musical. À partir de 1825, il étudie à Varsovie, auprès de Józef Elsner, d'abord de manière privée, puis, de 1826 à 1828, il est élève au conservatoire de Varsovie, où il est condisciple et ami de Frédéric Chopin. Ils sont les deux élèves modèles, concurrents et parfois interchangeables. Henryk Opienski affirme qu'ils avaient tous deux « la même tendance à chercher l'inconnu. » À leur examen, ils reçoivent une mention : pour l'un, « aptitude exceptionnelle » et pour l'autre, « aptitude remarquable ». À la mort de Chopin, Dobrzyński compose une marche funèbre pour orchestre.
En 1839, sa Symphonie no 2 est dirigée par rien moins que Felix Mendelssohn à Leipzig, après avoir été primée à Vienne.
Dobrzyński parcourt l'Allemagne comme soliste et dirige également concerts et opéras. En 1857, il fonde "L'Orchestre Polonais Ignacy Feliks Dobrzyński" qui comprend des membres dirigeants de l'orchestre du Grand Théâtre de Varsovie. De 1858 à 1860, il participe à un comité établi de manière à fonder un institut de musique. Il est directeur de la musique à l'opéra de Varsovie. Il devient également membre de la Société de musique de Lwów.

## Œuvres
Ses compositions incluent :

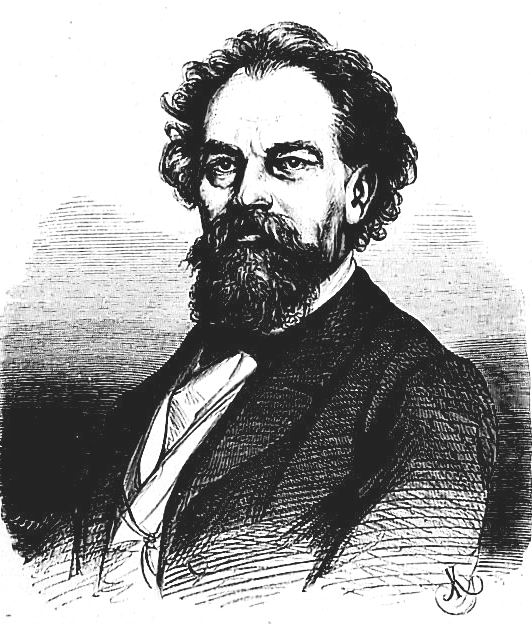
Dobrzyński par Juliusz Kossak en 1865.

- un opéra : Monbar czyli Flibustierowie [Mombar, ou les Flibustiers ], op. 30, 1836–1838, joué à Berlin ;
- des musiques de scène, pour des représentations de Les Burgraves de Victor Hugo, op. 70, 1860, pour Conrad Wallenrod d'Adam Mickiewicz, op. 69 (non publié), 1859-1864, Sztuka i handel (Art et Commerce), musique pour une comédie (1861) ;
- une cantate pour soprano, chœur mixte et orchestre, op. 44 ;
- deux symphonies, op. 11 (1829) et op. 15 en ut mineur (1831) ;
- une fantaisie orchestrale ;
- un concerto pour piano, op. 2 (1824) et un Rondo à la Polacca, op. 6, pour piano et orchestre (vers 1827) ;
- de la musique de chambre, plus particulièrement un sextuor pour deux violons, alto, deux violoncelles, contrebasse, en mi♭, op. 39, trois quatuors à cordes (op. 7 en mi mineur, op. 8 en ré mineur et op. 13 en mi majeur), deux quintettes à cordes (en fa majeur, op. 20 ; en la mineur, op. 40), un trio pour piano, op. 17 ;
- un Andante et Rondo alla Pollacca pour flûte ;
- un trio pour hautbois, violoncelle et piano, « Souvenir de Dresde », op. 47 (1846) ;
- des fantaisies pour violon et orchestre, op. 32 (vers 1839), pour trompette et orchestre, op. 35 – entre autres œuvres polyphoniques ;
- des œuvres pour piano, notamment une Fantaisie et fugue op. 10 (1828) dédiée à Chopin ;
- des Lieders.

Un de ses grands succès est la Symfonia charakterystyczna (1831), qui fut récompensée d'un prix à Vienne, en 1834.